# Cristina Chirichella
Cristina Chirichella (ur. 10 lutego 1994 w Neapolu) – włoska siatkarka, reprezentantka kraju, grająca na pozycji środkowej.

## Sukcesy klubowe
Puchar Włoch:
- 2015, 2018, 2019, 2025[3]

Mistrzostwo Włoch:
- 2017, 2025[4]
- 2015, 2018, 2019, 2021

Superpuchar Włoch:
- 2017, 2024[5]

Liga Mistrzyń:
- 2019, 2025[6]

Puchar Challenge:
- 2024[7]

Klubowe Mistrzostwa Świata:
- 2024[8]

## Sukcesy reprezentacyjne
Mistrzostwa Europy Kadetek:
- 2011

Mistrzostwa Europy Juniorek:
- 2012

Grand Prix:
- 2017

Volley Masters Montreux:
- 2018

Mistrzostwa Świata:
- 2018
- 2022[9]

Mistrzostwa Europy:
- 2021
- 2019

Liga Narodów:
- 2022[10]

## Nagrody indywidualne
- 2016: Najlepsza środkowa Światowego Turnieju Kwalifikacyjnego Igrzysk Olimpijskich 2016